# نيسان موتورز

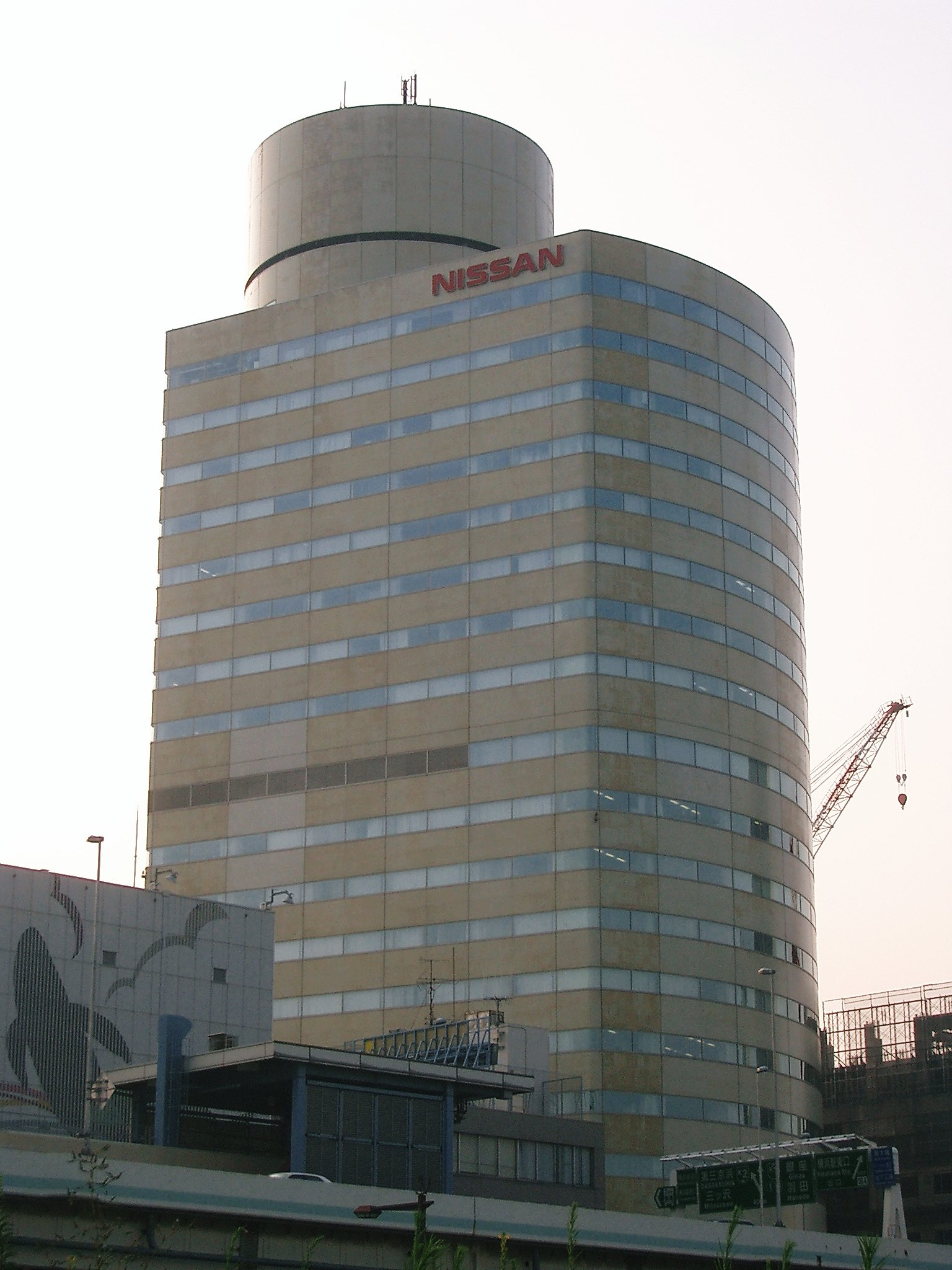
شركة نيسان موتورز في يوكوهاما في اليابان

شركة نيسان موتورز المحدودة (باليابانية: 日産自動車株式会社 نيسان جيدوشا كابوشكي كايشا) هي شركة يابانية مصنعة للسيارات تأسست عام 1932 ومقرها الرئيسي في مدينة يوكوهاما بمحافظة كاناغاوا باليابان.
ومن السيارات التي صنعتها شركة نيسان موتورز المحدودة: التيما، المكسيما، الباثفايندر، المورانو، الارمادا، الاكس تريل، الجلوريا، الصني، والباترول والداتسون بكب وغيرها من الكثير من السيارات الشهيرة والمنتشرة بشكل كبير حول العالم.
وعلما أن شركة نيسان كانت على شفى حفرة من الإفلاس عام 1999 إلا أن تم تحالفها مع صانع السيارات الفرنسي رينو الذي قام بتعيين الرجل الثاني في رينو آنذاك السيد كارلوس غصن المدير التنفيذي السابق للشركة فقام بنقلة نوعية كبيرة وحول الشركة من مفلسة إلى شركة تصارع شركات السيارات الكبرى وأصبحت منها وتجاريها بأرباحها.
انضم كارلوس غصن إلى شركة نيسان في يونيو 1999 بصفته رئيساً للعمليات، وأصبح رئيساً للشركة بعد سنة واحدة، وتولى في 2001 منصب الرئيس والمدير التنفيذي. وكانت مبيعات نيسان عندما استلم كارلوس غصن بمليون سيارة وفي عام 2015 وصلت إلى 5 ملايين سيارة ثم استقال في 2018، وقد اعتقل في 2019 في طوكيو.

## سبب التسمية
سابقاً، الشركة كانت معروفة باسم «نيبون سانجيو» والتي تعني صناعات اليابان. وتم اختصار الشركة إلى نيسان.

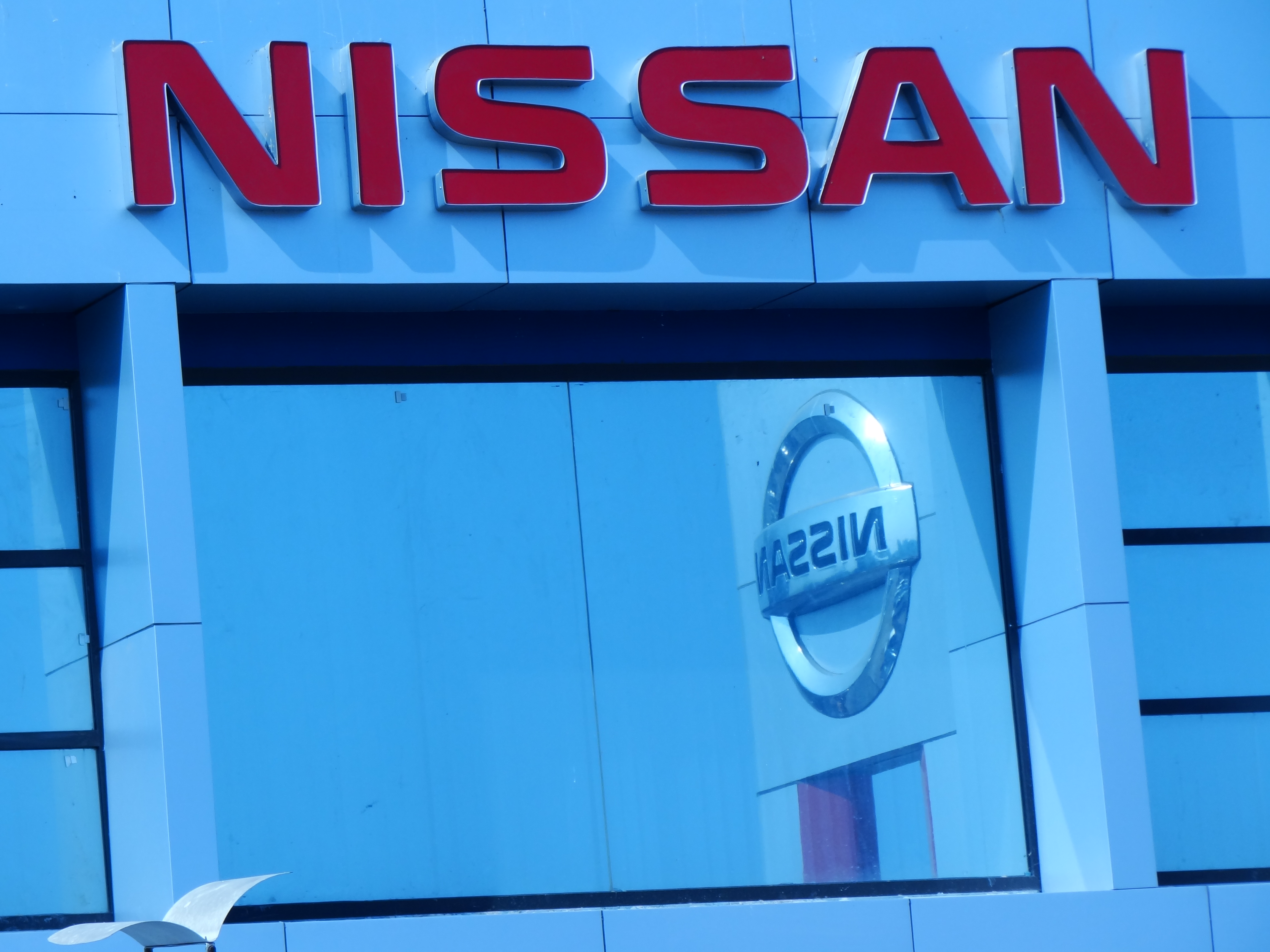
شركة نيسان في عام 2010

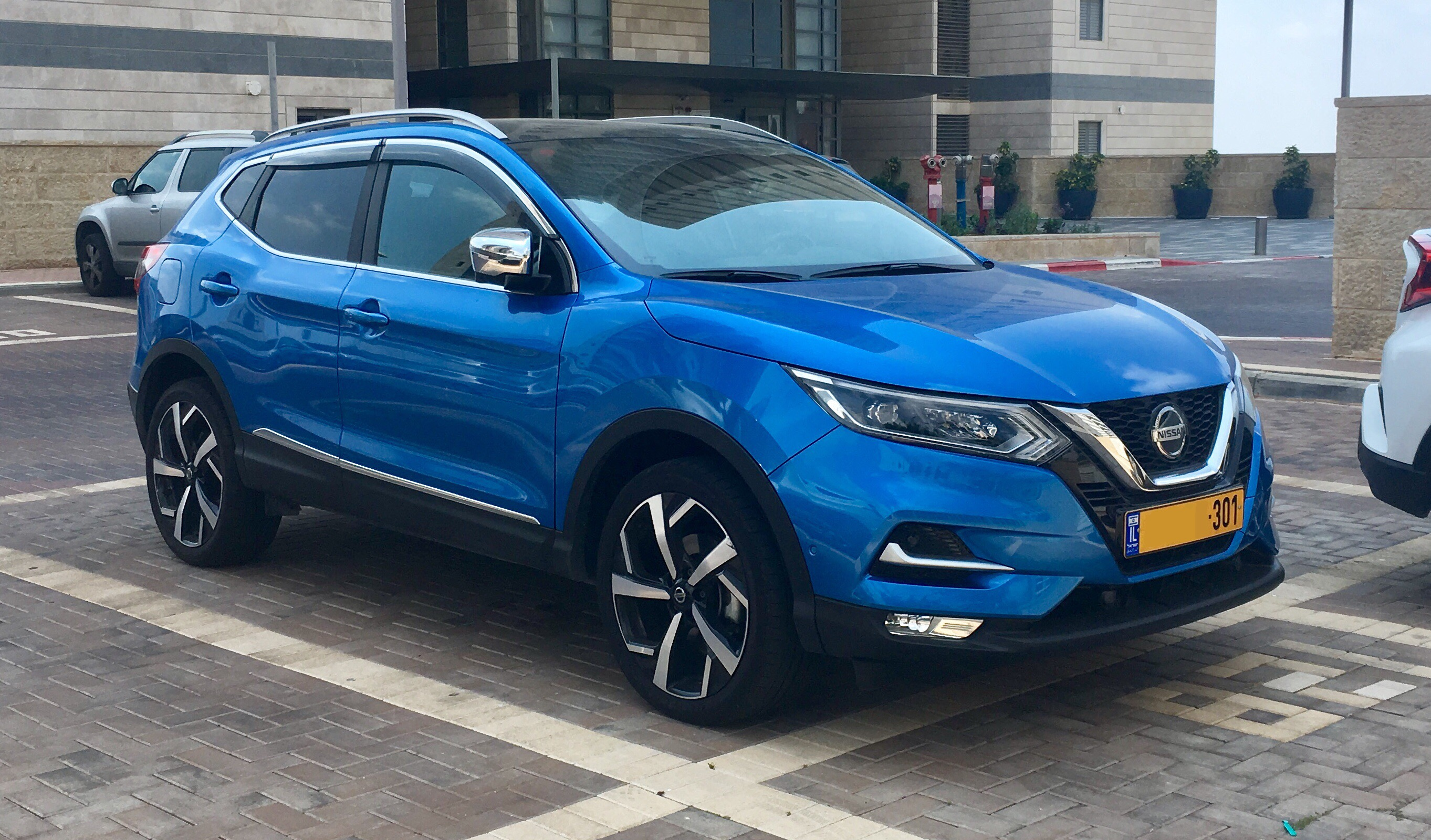
نيسان كشكشاي (2017-)

## 100 يوم إضراب عام 1953
أثناء الحرب الكورية، كانت نيسان منتجًا رئيسيًا للسيارات للجيش الأمريكي. بعد انتهاء الحرب الكورية، ظهرت مستويات كبيرة من المشاعر المعادية للشيوعية في اليابان. كانت النقابة التي نظمت القوى العاملة في نيسان قوية ومتشددة. كانت نيسان تواجه صعوبات مالية، وعندما جاءت مفاوضات الأجور، اتخذت الشركة موقفا متشددا. تم إغلاق العمال، وتم فصل عدة مئات. اعتقلت الحكومة اليابانية وقوات الاحتلال الأمريكية العديد من قادة النقابات. نفدت أموال النقابة وهُزمت. تم تشكيل نقابة عمالية جديدة،  مع شيوجي إيشيرو أحد قادتها. درس إيشيرو في جامعة هارفارد بمنحة دراسية من الحكومة الأمريكية. قدم فكرة لمقايضة تخفيضات الأجور مقابل توفير 2000 وظيفة. . أصبحت فكرة إيشيرو جزءًا من عقد نقابي جديد  والذي أعطى الأولوية للإنتاجية. بين عامي 1955 و 1973، توسعت نيسان بسرعة على أساس التطورات التقنية التي يدعمها - وغالباً ما يقترحها - الاتحاد. أصبح إيشيرو رئيسًا لاتحاد نقابات عمال السيارات في اليابان و "الشخصية الأكثر نفوذاً في الجناح الأيمن للحركة العمالية اليابانية.

## من صناعاتها
- نيسان صني
- نيسان نافارا
- نيسان سدرك
- نيسان أريتكس
- نيسان أرمادا
- نيسان مورانو
- نيسان ألتيما
- نيسان ماكسيما
- نيسان إكستيرا
- نيسان باث فايندر
- نيسان باترول
- نيسان تيدا
- نيسان تيتان
- نيسان داتسون
- نيسان لوريل
- نيسان سيلفيا
- نيسان سكاي لاين
- نيسان جيوك ار
- نيسان كاشكاي
- نيسان ميكرا
- نيسان بلو بيرد
- نيسان اكس تريل
- نيسان سنترا
- نيسان ليف
- نيسان جي تي-آر

## معلومات عن سيارات نيسان الجديدة
- ماكسيما :

اطلقت شركة نيسان سيارتها الجديدة ماكسيما بشكل جديد كلياً انيق واندفاعي، حيث انها تعتبر أرقى سيارة لدى نيسان، وزودت نيسان سيارتها ماكسيما الجديدة بمحرك مكون من ستة اسطوانات على شكل حرف V سعة 3.5 لتر يولد قوة 290 حصان، يعمل بالترابط مع علبة تروس اوتوماتيكية تتابعية.
- صني :

اطلقت شركة نيسان الجيل الجديد من سيارتها صني بشكل جديد كلياً حيوي وعملي، حيث أن هذه السيارة تعد واحدةً من أكثر سيارات نيسان نجاحا، وزودت نيسان سيارة صني بمحرك مكون من أربعة اسطوانات سعة 1.5 لتر يعمل بالتوازي مع علبة تروس تتابعية اوتوماتيكية.
- 370 زد :

اطلقت شركة نيسان الجيل الجديد من سيارتها الرياضية 370 زد لتكون بديلة السيارة الناجحة 350 زد، وزودت نيسان هذه السيارة بمحرك مكون من ستة اسطوانات على شكل حرف V سعة 3.7 لتر يولد قوة 328 حصان، يعمل مع علبة تروس اوتوماتيكية من سبعة نسب.
- جوك :

اطلقت شركة نيسان سيارتها الجديدة كلياً جوك بشكل يبدو غريباً بعض الشيء، حيث زودت نيسان سيارتها جوك بمحرك مكون من أربعة اسطوانات سعة 1.6 لتر يولد قوة 190 حصان، ومحرك مكون من أربعة اسطوانات أيضا بسعة 1.5 لتر يولد قوة 110 احصنة يعملان بالتزامن مع علبة تروس اوتوماتيكية تتابعية.
- باترول :

اطلقت شركة نيسان سيارتها ذات الدفع الرباعي الجديدة باترول بشكل جديد كلياً، حيث انها تعتبر أكبر سيارات نيسان من فئة الـ (إس يو في) أو متعددة الاستخدامات. وزودت نيسان سيارة باترول بمحرك مكون من ثمانية اسطوانات على شكل حرف V سعة 5.6 لتر يولد قوة 400 حصان يعمل بالترابط مع علبة تروس اوتوماتيكية من سبعة نسب.

## سيارات السباق

### نيسان جي تي-آر جي تي 500
- سيّارة (نيسان جي تي آر) (جي تي 500) التي شاركت في بطولة (سوبر جي تي) لعام 2008، ظهرت للمرة الأولى في معرض (طوكيو أوتو صالون) وبعدها في معرض (أوساكا أوتو ميسي 2008) وهما أكبر معرضين سنويّين في البلاد للسيّارات المعدّلة

## مبيعات نيسان
| السنة | عدد السيارات المباعة |
| ----- | -------------------- |
| 1998  | 2,555,962            |
| 1999  | 2,629,044            |
| 2000  | 2,632,876            |
| 2001  | 2,580,757            |
| 2002  | 2,735,932            |
| 2003  | 2,968,357            |
| 2004  | 3,295,830            |
| 2005  | 3,597,851            |
| 2006  | 3,477,837            |
| 2007  | 3,675,574            |
| 2008  | 3,708,074            |
| 2009  | 3,358,413            |
| 2010  | 4,080,588            |

## وصلات خارجية
- الموقع الرسمي